# Urnalana thysanotus
Urnalana thysanotus is een krabbensoort uit de familie van de Leucosiidae. De wetenschappelijke naam van de soort is voor het eerst geldig gepubliceerd in 1976 door George & M. Clark.